# Magydaris
Magydaris W.D.J.Koch ex DC. è un genere di piante appartenente alla famiglia delle Apiacee.

## Tassonomia
Il genere comprende le seguenti specie:
- Magydaris panacifolia (Vahl) Lange
- Magydaris pastinacea (Lam.) Paol.